# Leiocephalus greenwayi
Espèce
Statut de conservation UICN

 VU D2 : Vulnérable
Leiocephalus greenwayi est une espèce de sauriens de la famille des Leiocephalidae.

## Répartition
Cette espèce est endémique des Bahamas. Elle a été découverte sur East Plana Cay.

## Description
Cette espèce vit dans des zones semi-arides à arides, incluant des terrains broussailleux, rocheux et sablonneux.

## Étymologie
Cette espèce est nommée en l'honneur de James Cowan Greenway (1903–1989).

## Publication originale
- Barbour & Shreve, 1935 : Concerning some Bahamian reptiles, with notes on the fauna. Proceedings of the Boston Society of Natural History vol. 40, p. 347-365.